# Aiguillat à queue noire
Squalus melanurus
Espèce
Statut de conservation UICN

 DD  : Données insuffisantes
L’Aiguillat à queue noire (Squalus melanurus)  est une espèce de requins de l'ordre des Squaliformes.

### Référence taxinomiques
- (en) Animal Diversity Web : Squalus melanurus (consulté le 30 avril 2013)
- (en) Catalogue of Life : Squalus melanurus Fourmanoir & Rivaton, 1979 (consulté le 21 décembre 2020)
- (en + fr) FishBase : espèce Squalus melanurus  Fourmanoir & Rivaton, 1979 (+ traduction) (+ noms vernaculaires 1 & 2) (consulté le 30 avril 2013)
- (fr + en) ITIS : Squalus melanurus  Fourmanoir & Rivaton, 1979 (consulté le 30 avril 2013)
- (en) UICN : espèce Squalus melanurus Fourmanoir & Rivaton, 1979 (consulté le 1er septembre 2020)
- (en) WoRMS : espèce Squalus melanurus Fourmanoir & Rivaton, 1979 (consulté le 30 avril 2013)